# Aleta Wendo (woreda)
Cet article concerne le district. Pour la ville, voir Aleta Wendo.
Aleta Wendo est un woreda de la région Sidama, en Éthiopie. Il compte 188 976 habitants en 2007 et fait partie de la région des nations, nationalités et peuples du Sud jusqu'à la régionalisation de la zone Sidama en 2020. Son chef-lieu est la ville d'Aleta Wendo.

## Origine
L'Atlas of the Ethiopian Rural Economy montre le woreda au début des années 2000 alors qu'il s'étendait encore jusqu'à la zone Ouest Guji de la région Oromia et englobait son voisin Chuko. Chuko se détache d'Aleta Wendo avant le recensement de 2007,.

## Situation
La ville d'Aleta Wendo, ou Wendo, se trouve vers 1 900 m d'altitude, une soixantaine de kilomètres au sud de la capitale régionale, Hawassa.
|       | Dale         | Wensho |
| Chuko | Aleta Wendo, | Bursa  |
|       | Dara         | Hula   |

## Population
Le woreda a 188 976 habitants au recensement de 2007 dont 12 % de citadins qui sont les 22 093 habitants d'Aleta Wondo.
Environ 73 % des habitants du woreda sont protestants, 7 % sont orthodoxes, 4 % sont musulmans, 4 % sont catholiques et près de 4 % sont de religions traditionnelles africaines.
En 2022, la population du woreda est estimée à 276 385 personnes avec une densité de population de 1 199 personnes par km2 et 230,5 km2 de superficie,.